# Troyes

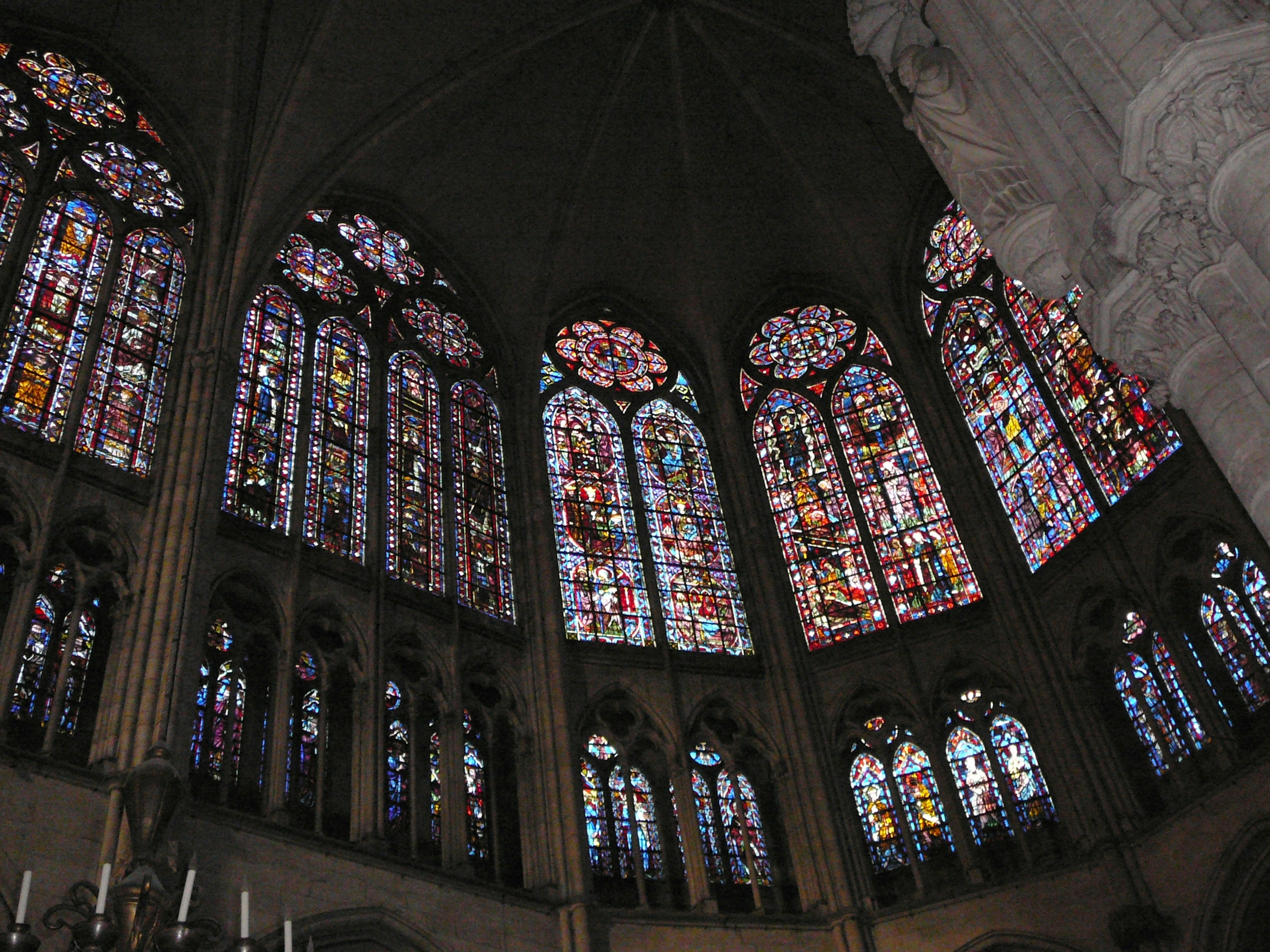
Az üvegfestészet remekei a katedrális déli falán

Troyes (kiejtés: tʁwa) Szajna parti város Franciaország északkeleti részén, Grand Est régió Aube nevű megyéjének székhelye (prefektúra). Franciaország kulturális és történelmi városa címet viseli.
Még a műemlékeit oly gondosan őrző Franciaországban is kevés városban maradt olyan épségben a késő középkori, kora reneszánsz városmag, mint Troyesban. Az egykori „száz torony” városa hatalmas gótikus templomaival, XV-XVI. századi gerendavázas házaival, gazdag múzeumaival, rengeteg műkincsével az egyik leglátogatottabb turisztikai központ.

## Története
A gall törzsek által kialakított útvonalak mellett a rómaiak hozták létre Augustobona nevű városukat, ahol korán elterjedt a kereszténység, az 5. század közepén Szent Leó volt a város püspöke. Amikor Attila serege Reims elpusztítása után Troyes határába érkezett, a püspök a hun vezér elé járulva túszként ajánlotta fel magát, cserébe a városért. Attila a bátor, önfeláldozó cselekedetet nagyra értékelhette, mert elvonulást parancsolt seregének.
A 10. században lett a város Champagne grófjának székhelye s hatalmas városközpont, amelynek „meleg” (vagyis nyári) és „hideg” (téli) vására Flandriából, Itáliából, Németalföldről is vonzotta a kereskedőket. Amikor a grófi család utolsó sarja, Johanna, Szép Fülöp felesége lett, Troyes királyi tulajdonba került. VI. Károly felesége, Bajor Izabella királyné itt kötött szerződést az angolokkal 1420-ban, itt adta feleségül V. Henrik angol királyhoz leányát, Valois Katalint. Ez lett azután az angolok fő támaszpontja Franciaország megszerzéséhez. Sokat szenvedtek a város polgárai a vallásháborúk idején is. Bár a híres vásárok korszaka a háborúban véget ért, a grófi székhely jelentős művészeti-kulturális központ maradt. Később Troyes lett a francia kalap- és sapkakészítés, a bonneterie központja, máig is híresek kalaposai.

## Népesség
| Lakosok száma | 74 898 | 63 581 | 59 255 | 61 344 | 60 750 | 60 928 | 61 652 | 61 957 | 62 597 | 62 443 |
|               | 1968   | 1982   | 1990   | 2006   | 2014   | 2015   | 2017   | 2019   | 2020   | 2022   |

## Látnivalók

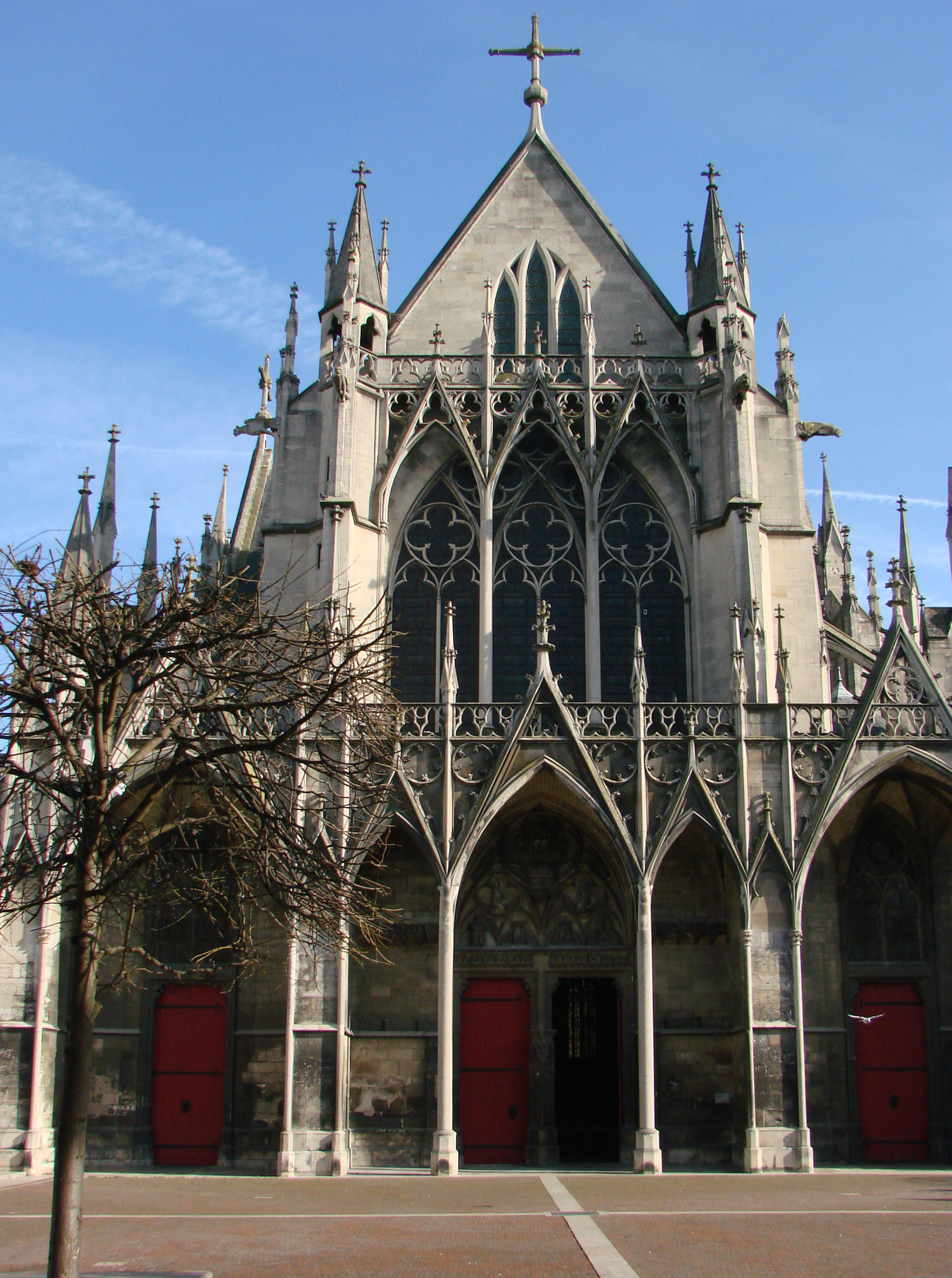
Basilique St-Urbain

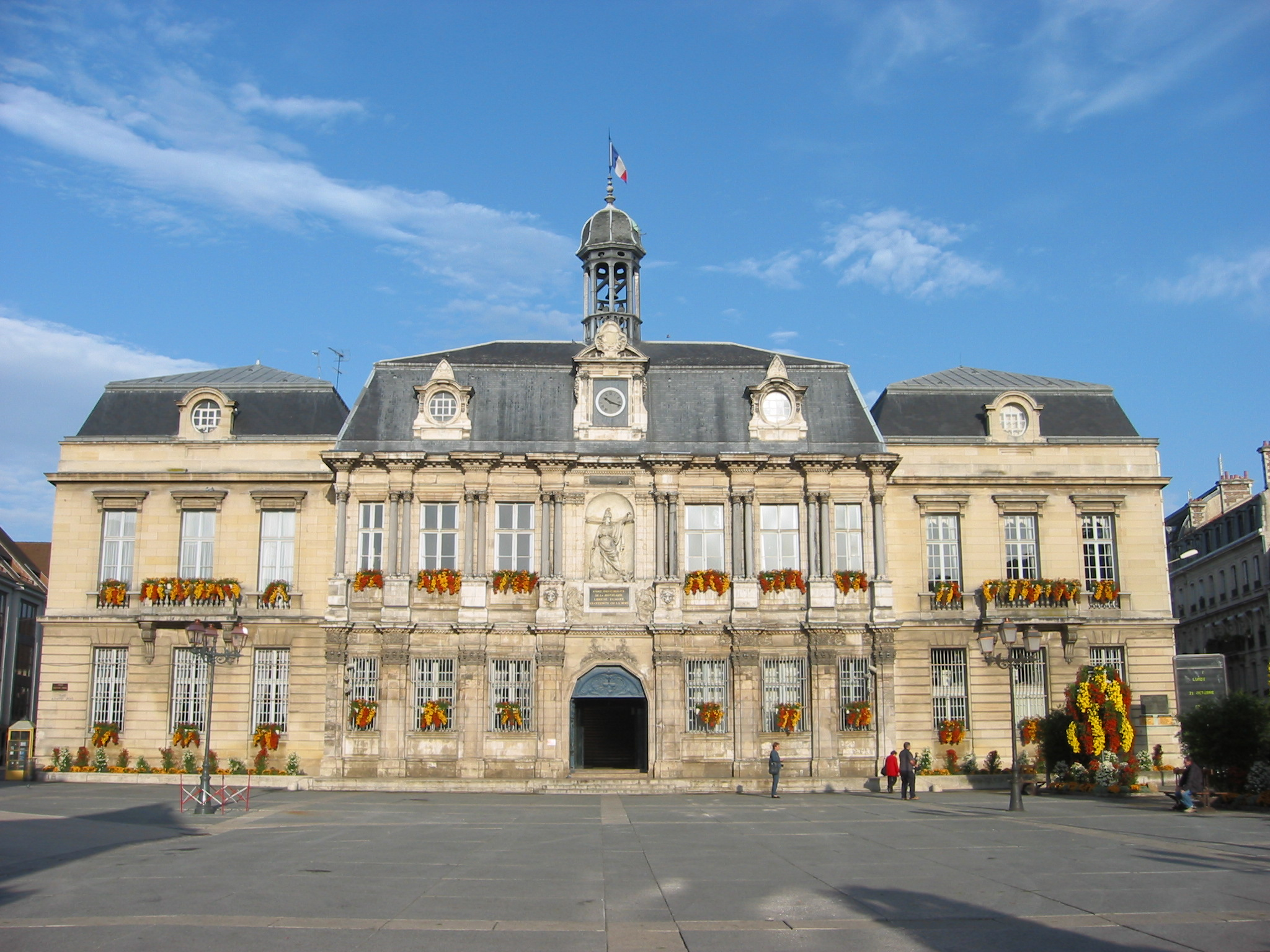
Városháza

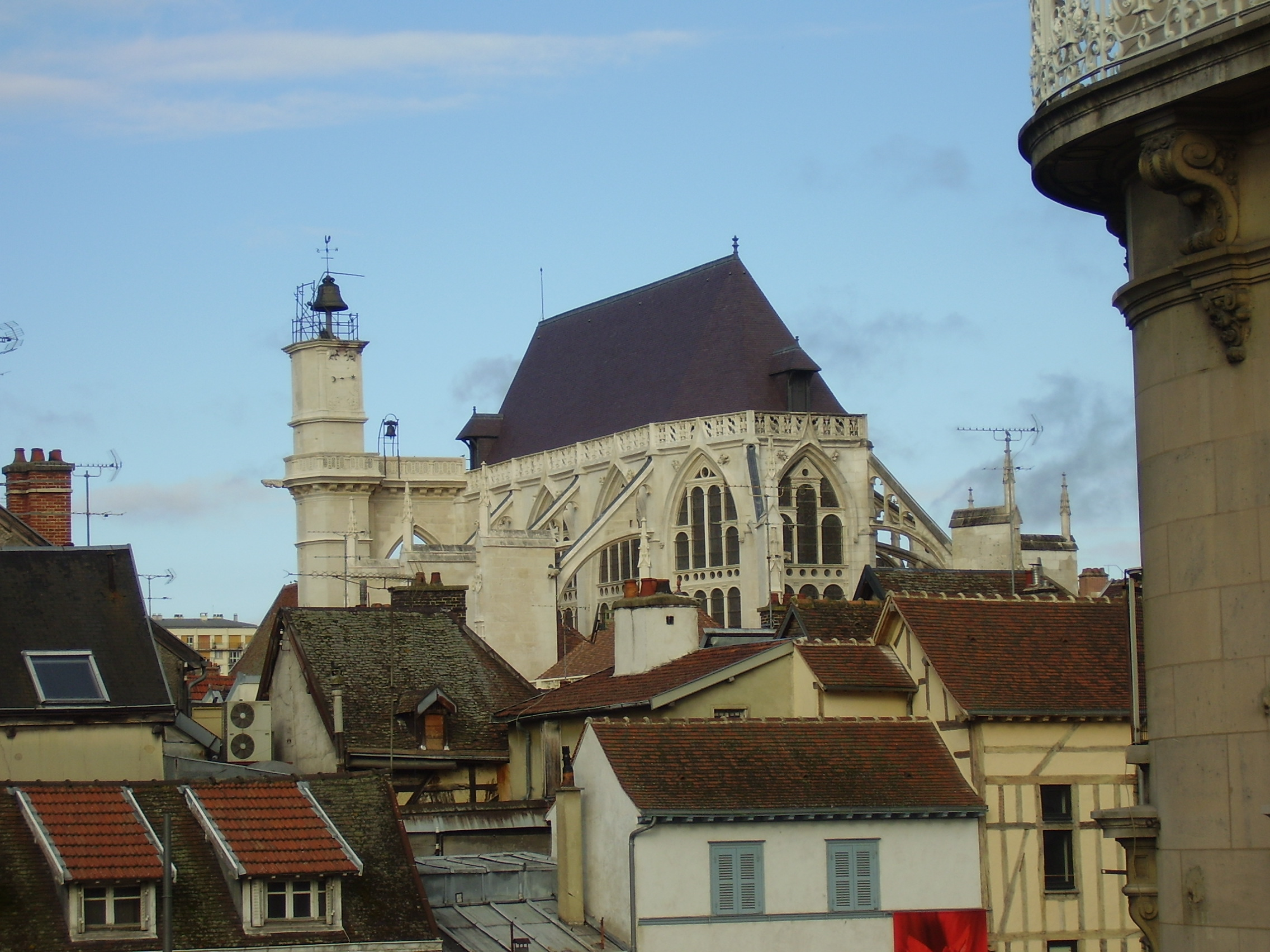
Église St-Jean

- Óváros – a régi Troyes két fő részből állt: északkeleten a félkör alakú, falakkal körülvett Cité volt a központ, a katedrális környékén, ehhez csatlakozott délnyugatról a polgárok városa, a Bourg. A Cité területén sokat változott a város, de a Bourg megőrizte középkori jellegét. A Cité a katedrális, a múzeumok és a közintézmények városrésze, a Bourg az üzleteké, éttermeké.
- Cathédrale St-Pierre-et-St-Paul – a város katedrálisát 1208-ban kezdték építeni, és csak 1638-ban fejezték be, az egyik torony így sem készült el. A gótika egyik legszebb példája az országban, főhomlokzatát Martin Chambiges, Sens és Beauvais katedrálisának mestere készítette. A kapuzatot kőcsipkés oromzat zárja le. A szobrokat a francia forradalom idején megsemmisítették, de megmaradtak a dús faragások, a gazdagon díszített szoborfülkék, a bejárat feletti hatalmas rózsaablak. A torony, amelyet támoszlopok erősítenek meg, 66 méter magas, alján emléktábla idézi, hogy az „orléans-i szűz” is járt itt. Az északi kereszthajó kapuja a XIII. században készült, de a szobrokat itt is megsemmisítették. A templom 114 méter hosszú, a kereszthajónál 50 méter széles. Ablakai főleg a XV-XVI. században készültek, ekkor a város az üvegfestészet egyik központja volt, a troyes-i iskola néven ismert művészek alkotásait az egész országban megbecsülték. A főhomlokzat rózsaablaka 1546-ban készült. A templom kincstárában sok nagy értékű egyházművészeti alkotást őriznek.
- Musée St-Loup – az egykori apátság 17-18. századi épületében két múzeum kapott helyet. A Musée d’Historie Naturelle, természettudományi gyűjtemény és a Musée des beaux-art et d’archéologie régészeti kiállítása. Ugyanakkor itt található egy gazdag anyagú képtár, többek között Rubens, Van Dyck, Watteau, Fragonard, Boucher képeivel. Az épületben van a városi könyvtár is, amely az egykori apátság sok különleges értékű kéziratát, kódexét, ősnyomtatványát őrzi.
- Musée d’Art moderne – az egykori püspöki palotában, a múzeum alapja a Levy család gyűjteménye. A csaknem 400 alkotás között megtalálhatóak Courbet vagy Degas alkotásai is.
- Hotel Dieu – a XVII-18. század]ban épült, klasszicista stílusú kórház, egykori gyógyszertára ma patikamúzeum.
- Városháza – klasszicista stílusú épült.
- Basilique St-Urbain – IV. Orbán pápa, a város szülötte rendeletére épült 1262-1286 között. A főhomlokzatot a 19. században némiképp átalakították, de a főbejárathoz nem nyúltak. A szentélyének egyik oldali kápolnájában van a XVI. századi híres „Szőlős Madonna”, a Vierge au raisin, a bájos nőalak karján a gyermek Jézus szőlőfürtöt tart a kezében, ezt egy madárka csipegeti. A szentélyben Orbán pápa sírját festett, fából faragott dombormű ékesíti.
- Église St-Jean – a templom XIV. századi, de szentélyét két évszázaddal később emelték. Harangtornya tetején a harang szabadon áll. A templomban tartották 1420-ban a francia királylány, Katalin és az angol trónörökös, V. Henrik esküvőjét.
- Tourelle d’Orfévre – egy sarkon kiugró, félkörívű, jellegzetes épület a középkorból, tornya részben zsindelyekkel borított.
- Cour du Mortier d’Or – faragásokkal díszített épület, amelynek egyik, sisakos harcost ábrázoló szobrocskája állítólag V. Károly császár képmása.
- Église Ste-Madeleine – a város legrégebben fennálló, XII. századi temploma sok átépítést ért meg, tornya és főbejárata a XVI. század elején készült.
- Hotel de Marisy – 1551-ben épült palota.
- Maison des Allemands – a német kereskedők részére a XVI. században épült.
- Église St-Pantaléon – a XVI. századi templom belsejében sok olyan régi szobor van, amelyeket a forradalom idején más templomokból sikerült megmenteni. A több mint negyven szobor nagy része reneszánsz alkotás.
- Hotel de Vauluisant – a reneszánsz palotában a Musée historique de troyes et de Champagne történeti múzeuma kapott helyet. Itt van a sajátos mesterség, a fejfedőkészítés múzeuma is, a Musée de la Bonneterie.
- Hotel de Mauroy – az 1550-ben emelt épületben szegény sorsú gyerekeket tanítottak szakmára. Ma a Musée de l’Outil et de la Pensée Ouvriére technikatörténeti bemutató van a falai között, ahol a különböző mesterségek szerszámait gyűjtötték össze a középkorból.
- Église st-Nicolas – a templom XVI. századi, számos szoborral díszítve.

## Testvérvárosok
- Alkmaar
- Chesterfield
- Tournai
- Darmstadt
- Zielona Góra, 1970 óta